# Продемократичний табір (Макао)
Продемоератичний табір (кит.: 民主派, порт. Сampo pró-democracia) — союз політичних партій, організацій, політиків та громадських активістів, які є противниками Пропекинського табору, Уряду Китаю, Компартії Китаю та Уряду Макао.
Члени табору критикують Уряд Макао, створений у 1999 як «недрмократичний» і той, що не відбиває реальну волю народу. Вони виступають за демократизацію Макао, реформи виборчої системи та запровадження загального виборчого права та покращення ситуації з правами людини як у Макао, так і в усьому Китаї.

## Партії та організації, що входять до табору
- Нова асоціація Макао
  - Нова демократична асоціація Макао
  - Процвітаюча демократична асоціація Макао
- Нова надія

## Результати виборів
| Вибори                              | Кількість голосів | % голосів | Місць отримано | Зміни       | Статус   |
| ----------------------------------- | ----------------- | --------- | -------------- | ----------- | -------- |
| Парламентські вибори в Макао (2001) | 22 212            | 27.43     | 3 / 12         | Нова партія | Меншість |
| Парламентські вибори в Макао (2005) | ▲ 35 896          | ▲ 28,75   | 3 / 12         | ▬           | Меншість |
| Парламентські вибори в Макао (2009) | ▲ 47 987          | ▲ 33,83   | 4 / 12         | ▲ 1         | Меншість |
| Парламентські вибори в Макао (2013) | ▼ 39 727          | ▲ 27.13   | 4 / 14         | ▬           | Меншість |
| Парламентські вибори в Макао (2017) | ▲ 46 442          | ▼ 26.90   | 4 / 13         | ▬           | Меншість |
| Парламентські вибори в Макао (2021) | ▼ 18 232          | ▼ 13,81   | 2 / 13         | ▼ 2         | Меншість |

## Критика
Продемократичний табір часто піддається критиці з боку офіційної китайської влади у зв'язку з їх антиурядовими та антикомуністичних та заяви. У деяких ЗМІ членів табору називали «зрадниками» та звинувачували у державній зраді.